# 1522

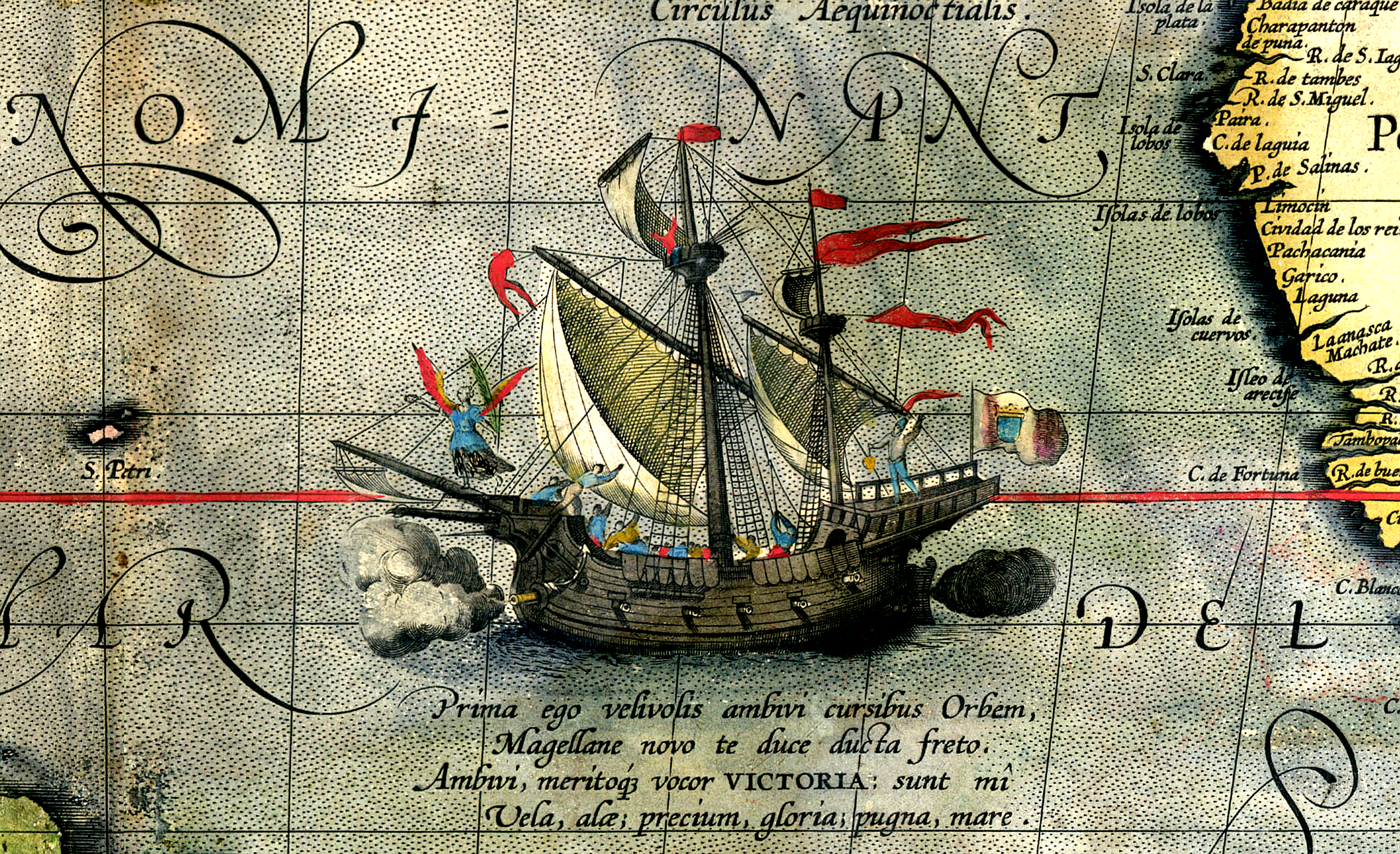
Nau Victoria da expedição de Fernão de Magalhães - pormenor do mapa de Abraham Ortelius.

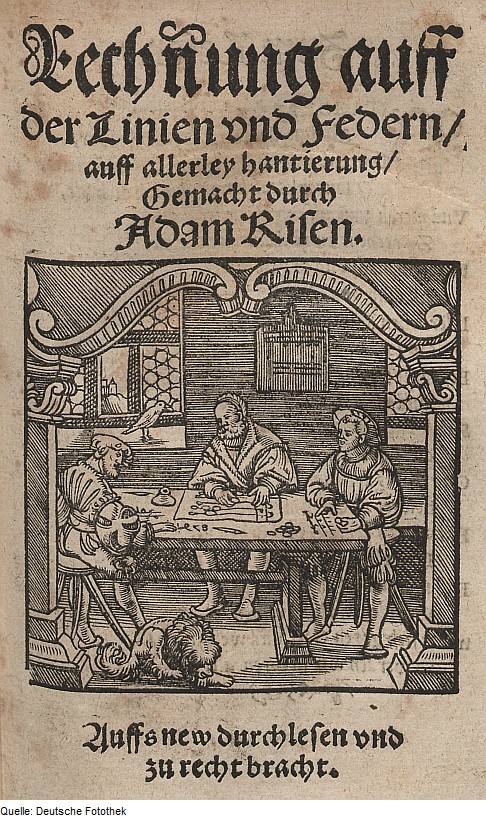
Rechnung auff der Linien vnd federn - Livro de cálculo matemático com ábaco e algarismos indianos/árabes de Adam Ries.

- Wikisource

| Calendário gregoriano                                                        | 1522 MDXXII                                          |
| Ab urbe condita                                                              | 2275                                                 |
| Calendário arménio                                                           | 971 – 972                                            |
| Calendário bahá'í                                                            | -322 – -321                                          |
| Calendário budista                                                           | 2066                                                 |
| Calendário chinês                                                            | 4218 – 4219 Início a 28 de janeiro (aproximadamente) |
| Calendário copta                                                             | 1238 – 1239                                          |
| Calendário etíope                                                            | 1514 – 1515                                          |
| Calendários hindus - Vikram Samvat - Calendário nacional indiano - Cáli Iuga | 1577 – 1578 1443 – 1444 4622 – 4623                  |
| Calendário Holoceno                                                          | 11522                                                |
| Calendário islâmico                                                          | 928 – 929                                            |
| Calendário judaico                                                           | 5282 – 5283                                          |
| Calendário persa                                                             | 900 – 901                                            |
| Calendário rúnico                                                            | 1772                                                 |
| Calendário solar tailandês                                                   | 2065                                                 |

1522 (MDXXII, na numeração romana) foi um ano comum do século XVI do Calendário Juliano, da Era de Cristo, e a sua letra dominical foi E (52 semanas), teve início a uma quarta-feira, terminou também a uma quarta-feira.
| Ano completo                        |
| ----------------------------------- |
| Ano comum com início à quarta-feira |

## Eventos
- Retorno de Ana Bolena para a Inglaterra.
- Primeira edição do livro Rechnung auff der linihen vnd federn, do matemático alemão Adam Ries.
- Batalha de Rodes.
- Publicação da tradução do Novo Testamento para o alemão por Martinho Lutero
- Edificação da Igreja de Nossa Senhora da Piedade na freguesia de Ponta Garça, ilha de São Miguel, Açores.
- Início da construção do hospital de Vila Franca do Campo, ilha de São Miguel.
- Início da construção da Igreja de Santa Clara em Ponta Delgada, ilha de São Miguel.
- 9 de Janeiro - Eleição do Papa Adriano VI.
- 9 de Abril - Confirmação, por mercê, da capitania de Angra, ilha Terceira, Açores a Vasco Anes Corte Real.
- 23 de Abril - Elevação do lugar da Lagoa, ilha de São Miguel, à categoria de vila
- 3 de Setembro - Confirmação, por mercê, da capitania da ilha de São Jorge, Açores a Vasco Anes Corte-Real.
- 6 de setembro - Chega ao porto de Sanlúcar de Barrameda a nau Victoria, comandada por Juan Sebastián Elcano, regressando assim à Europa a expedição de Fernão de Magalhães, a primeira viagem de circunavegação à volta do mundo, no sentido leste-oeste. Dois dias depois completou a viagem ancorando no porto de Sevilha.
- 22 de Outubro - Terremoto na ilha de São Miguel que provoca a destruição de Vila Franca do Campo.
- 22 de Outubro - Confirmação da concessão da capitania da ilha do Faial e da ilha do Pico a Joss van Hurtere.

## Nascimentos
- 28 de fevereiro - Jost Bürgi, matemático.
- 13 de Julho - Heinrich Pantaleon, erudito, humanista, médico e historiador suíço (m. 1595).
- 11 de Setembro - Ulisse Aldrovandi, naturalista italiano (m. 1605).
- 19 de outubro - Johannes Wagner, (em latim, Ioannes Carpentarius), reformador suíço. (m. 1590).
- 28 de Dezembro - Margarida de Parma, regente dos Países Baixos (m. 1586).
- Gaspar Frutuoso, historiador, sacerdote e humanista português (m. 1591).
- Bernardino Campi, pintor italiano (m. 1591).

## Mortes
- 14 de Novembro - Anne de Beaujeu, princesa e regente de França (n. 1461).